# توکیو (گروه)
توکیو (انگلیسی: Tokio)، یک گروه موسیقی راک/موسیقی پاپ تشکیل شده توسط شرکت جانی و همکاران است که در سال ۱۹۹۴ شروع به کار کرد.